# Štítary (železniční zastávka)
Štítary jsou železniční zastávka, nacházející se blízko zaniklé vesnice Štítary v okrese Cheb.

## Popis zastávky
Zastávka je vybavena zděným přístřeškem. Nástupiště je tvořeno betonovými panely. V zastávce se nenachází žádné informační tabule ani rozhlas.